# Sister Bay
Sister Bay é uma vila localizada no estado norte-americano de Wisconsin, no Condado de Door.

## Demografia
Segundo o censo norte-americano de 2000, a sua população era de 886 habitantes.
Em 2006, foi estimada uma população de 909, um aumento de 23 (2.6%).

## Geografia
De acordo com o United States Census Bureau tem uma área de
7,9 km², dos quais 6,7 km² cobertos por terra e 1,2 km² cobertos por água. Sister Bay localiza-se a aproximadamente 189 m acima do nível do mar.

## Localidades na vizinhança
O diagrama seguinte representa as localidades num raio de 44 km ao redor de Sister Bay.